# 朗里万
朗里万（法語：Lanrivain，法語發音：[lɑ̃ʁivɛ̃]）是法国阿摩尔滨海省的一个市镇，位于该省西部，属于甘冈区。

## 地理
朗里万（48°20'49"N, 3°12'51"W）面积36.74 平方千米，位于法国布列塔尼大區阿摩尔滨海省，该省份为法国西北部沿海省份，位于布列塔尼半岛北部，北濒大西洋英吉利海峡，西接菲尼斯泰尔省，南至莫尔比昂省，东临伊勒-维莱讷省。
与朗里万接壤的市镇（或旧市镇、城区）包括：凯里安、凯尔佩尔、马戈阿尔、珀姆里特坎坦、普卢内韦坎坦、圣尼古拉迪佩莱姆、特雷马尔加特。

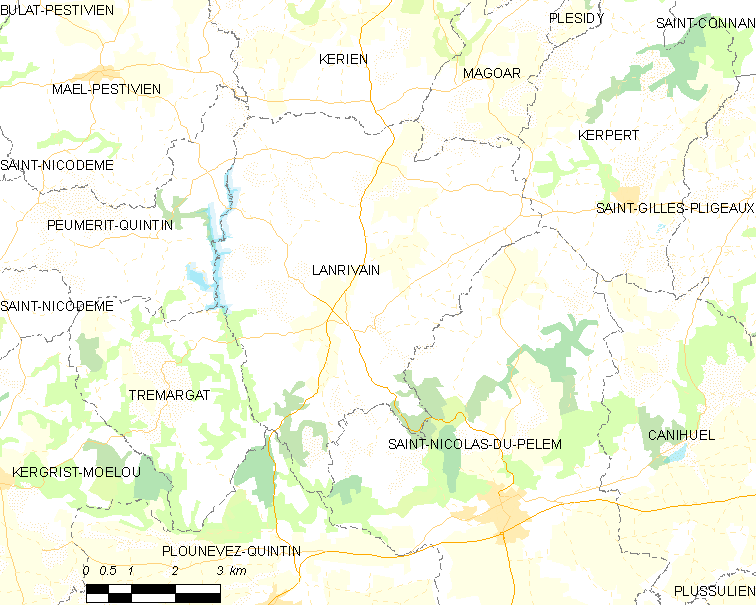
朗里万的OSM定位图

朗里万的时区为UTC+01:00、UTC+02:00（夏令时）。

## 行政
朗里万的邮政编码为22480，INSEE市镇编码为22115。

## 政治
朗里万所属的省级选区为罗斯特勒南县。

## 人口

1962-2008年间朗里万人口变化图示

朗里万于2022年1月1日时的人口数量为465人。